# Histoire de Laval au XXe siècle
Cet article concerne la ville française. Pour la ville canadienne, voir Laval (Québec), § Histoire.
 (décembre 2014).
Si vous disposez d'ouvrages ou d'articles de référence ou si vous connaissez des sites web de qualité traitant du thème abordé ici, merci de compléter l'article en donnant les références utiles à sa vérifiabilité et en les liant à la section « Notes et références ».

## Début duXXesiècle
Le début du XXe siècle est marqué par différentes initiatives des républicains radicaux et socialistes :
- le pasteur Jules Jézéquel fonde une section de la Ligue des droits de l’homme. Il arrive en 1898, à Laval où il trouve, dans un poste qui vient d’être créé par la Société centrale évangélique, un travail en milieu ouvrier conforme à sa vocation. Tout en exerçant son ministère, il milite pour la justice sociale, soutient les revendications ouvrières, fait des conférences à l’université populaire, fonde la section de la Mayenne de la Ligue des droits de l’homme et finit par être traité de « pasteur rouge » par la presse locale : « Protestant dans un environnement dominé par le catholicisme, républicain et progressiste dans un milieu foncièrement conservateur, le pasteur Jézéquel ne pouvait, du fait de son engagement aux côtés du mouvement ouvrier et démocratique, que s’attirer l’hostilité des milieux cléricaux et réactionnaires lavallois »[1]. En 1906, sous la pression des notables locaux, la SCE le démissionne de son poste[2].

- le docteur Marc Dupré[3], conseiller municipal et François Acambon[4] crée le Réveil social de Laval
- le 12 janvier 1901, la Bourse du Travail est créée grâce à l'action des syndicalistes François Acambon, Charles Lanslin, Tonnelier, à la suite d'une promesse de la municipalité républicaine de Victor Boissel
- en novembre 1901, Dupré, Acambon fondent l'Université populaire[5] de Laval. L'Université Populaire devient le foyer de propagande socialiste, et contribue secondairement au développement de l'anticléricalisme. Les grands reproches faits à cette organisation par les pouvoirs qui sont d'accord à maintenir le calme : l'Église, la Préfecture, la Mairie, l'Université se fondent essentiellement sur le chant de L'Internationale par certains adhérents de l'Université Populaire, et sur la lecture de fragments d'Émile Zola par Félicien Challaye

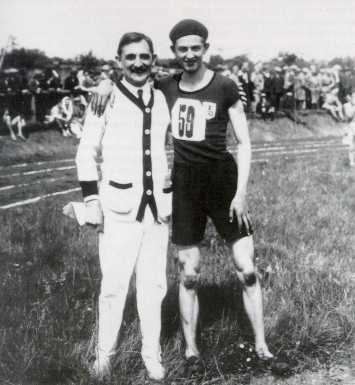
Joseph et Guy Gemain, 1929

- Le 17 juillet 1902 Joseph Gemain, adjoint technique des Ponts et Chaussées à la mairie de Laval âgé de 20 ans, décide de créer le Stade lavallois omnisports[6]. L'insertion au Journal officiel de la République française paraît le 18 septembre. Le premier président en est Émile Sinoir, professeur de rhétorique du Lycée de Laval (actuel lycée Ambroise Paré), ancien normalien et agrégé de lettres[7].

La loge Volney est créée à Laval le 27 décembre 1911, après la loge Le Ralliement qui a existé de 1887 à 1889. Elle voit le jour sous l’impulsion de Sébastien Etcheverry, qui devient son premier vénérable. Elle porte le nom de Volney en hommage à Constantin-François Chassebœuf de La Giraudais, comte Volney (1757-1820).

## Première Guerre mondiale
La Première Guerre mondiale marque un point d'arrêt dans le développement de la ville, de nombreux jeunes lavallois ayant disparu durant le conflit, privant ainsi les industries de main-d'œuvre.
En 1918, Laval accueille une base russe. Le commandant français de la base russe de Laval propose au commandant de la place de Laval de mettre à sa disposition des Russes pour faire des travaux faciles. La base est dissoute en 1920. Les problèmes de communication sont réels, et l'arrivée de Paul Le Flem répond alors à cette nécessité.

## Seconde Guerre mondiale

### Occupation
Les soldats allemands s'installent dans les casernes à Laval. Ils y installent des prisonniers de guerre avant de les envoyer dans les camps.

### Accident aéronautique
Le 31 mai 1944 est marqué par l'accident d'un avion allemand qui heurte la basilique d'Avesnières, et s'écrase au Sacré-Cœur. La ville est libérée le 6 août 1944 par la Troisième Armée Américaine aux ordres du Général Patton, une plaque relatant cet évènement est d'ailleurs posée sur la façade de l'Hôtel de Ville. Il s'ensuit une longue période de reconstruction, la ville ayant été très touchée par les bombardements alliés (tous les ponts sont détruits et le quartier de la gare est rasé).

### Bombardements alliés, libération
Lors de la Seconde Guerre mondiale, Laval est touchée par plusieurs bombardements alliés en 1944, notamment le 7 et le 15 juin ainsi que le 24 juillet. Ceux-ci détruisent le quartier de la gare, le viaduc, l'usine d'aviation des établissements Borel ainsi que divers immeubles du centre-ville, notamment rue de la Paix. Le matin du 6 août, les troupes du général Patton arrivent à Laval et commencent leur offensive sur la ville. Les Allemands dynamitent les ponts sur la Mayenne, mais la ville est libérée vers 15 heures. 
Le général Bradley installe son quartier général au château du Bois Gamast le 7 août 1944. Il est le lieu d'un évènement historique concernant la libération de Paris : le 22 août 1944, vers 10 h 30, le Général Leclerc atterrit sur l’aérodrome. Bradley est absent. Mais Leclerc rencontre le commandant Gallois, adjoint du colonel Rol-Tanguy, qui le renseigne sur la gravité de la situation à Paris qu'il a eu le temps de présenter à Bradley. La situation est tendue, et Leclerc et Gallois s'impatientent. À 19 h 15, Bradley atterrit enfin et autorise Leclerc à foncer sur Paris.

### De Gaulle à Laval
Quelques jours après le débarquement de Normandie, le général de Gaulle souhaite symboliquement rencontrer les Français dans une des premières villes libérées. Il souhaite aussi déjouer les intentions américaines de créer une monnaie en Europe sous leur influence, sous la forme de l'Allied Military Government of Occupied Territories (AMGOT).
Le 22 août 1944, le chef du GPRF, le général de Gaulle, récemment arrivé d'Alger à Cherbourg, va passer quelques heures à Laval. Il arrive de Rennes. Vers 11h 25, une estafette à moto passe rapidement et précède le cortège, sous les acclamations. 10 minutes plus tard, la voiture du Général arrive devant la Préfecture de la Mayenne. Le service d'ordre, composé de gendarmes, de policiers et de FFI rectifie la position, et tente de contenir la foule qui crie « Vive de Gaulle !, Vive la France ! ». 
Entouré de Robert Dupérier, préfet de la Mayenne, de Paul Mer, président du CDL de la Mayenne, le commissaire de la République institué par le Gouvernement provisoire de la République française Michel Debré accueille De Gaulle. Le Général de Gaulle a un entretien avec les deux hauts responsables de la région et du département, et reçoit ensuite les résistants du département dont Jacques Foccart, en même temps que les épouses des déportés, encore prisonniers en Allemagne comme Francis Le Basser. Aucun compte-rendu officiel n'existe, mais c'est la première rencontre entre plusieurs personnages importants du Gaullisme : De Gaulle, Debré et Foccart. Après le déjeuner, De Gaulle visite les quartiers sinistrés, puis se dirige au milieu d'une foule en liesse vers l'hôtel de ville de Laval où il prononce son discours type.
L'accueil enthousiaste de la population confirma la légitimité de son combat et dissuada les États-Unis de placer la France sous leur administration (AMGOT).

## Économie
Elle ne retrouvera une croissance économique importante qu'après la Seconde Guerre mondiale. C'est après la guerre que l'économie lavalloise se réoriente. L'industrie textile et les mines de charbon de la région sont abandonnées au profit de l'industrie agroalimentaire et notamment l'industrie laitière, la ville de Laval étant le berceau du groupe laitier Lactalis, le deuxième groupe européen dans ce domaine d'activité. De nombreuses autres entreprises se développent dans les années 1960 et 1970, c'est ainsi à cette période que des usines de sous-traitance automobile telles que STMP, pour Société de transformation de matière plastique (à l'origine fabricante de poupée en plastique avant de se spécialiser dans la fabrication des circuits à carburant automobiles) qui deviendra Solvay Automotive systems après son rachat par le groupe Solvay puis Inergy Automotive systems au début des années 2000, en même temps que s'installait une usine du groupe Mann+Hummel, spécialisée dans la fabrication de circuits à air des véhicules automobiles.

## Équipements
Les années 1970 voient également la construction de nouveaux équipements comme l'hôpital qui est transféré des locaux de Saint-Julien sur les quais de la rive gauche de la Mayenne (aujourd'hui reconverti en maison de retraite) vers les nouveaux bâtiments dans le quartier des Fourches, rue du Haut-Rocher. La salle polyvalente est construite en lieu et place du palais de l'Industrie sur la place de Hercé, le Palais ayant été jugé vétuste (il s'agissait d'un hall de l'Exposition universelle de Paris de 1900 racheté par la municipalité à la fin de l'évènement). 
En octobre 1973, Laval est marquée par d'importantes manifestations : 6 000 grévistes sur une population active de 25 000 personnes. Paul Gruau indique : « Nous avons le dos au mur. Jamais, depuis la guerre, nous ne nous sommes retrouvés dans une situation identique. » Les manifestations concernent l'unité des salaires entre la région Parisienne et la province.
En 1975 est ouverte la faculté de droit de Laval au centre Jean-Monnet, rue de la Maillarderie, il s'agit du premier établissement d'enseignement supérieur de la ville, elle deviendra plus tard le centre universitaire de la Mayenne - Laval, accueillant jusqu'à 600 étudiants en droit et en sciences économiques.
À la fin des années 1990, Laval développe un pôle de réalité virtuelle avec l'organisation des Rencontres internationales de la réalité virtuelle de Laval ou Laval Virtual et l'aide à la création d'entreprises en pointe dans ce domaine au sein de l'Ingenierium, ancienne friche industrielle reconvertie pôle de haute technologie, ou du parc universitaire et technologique ou Technopole. Ce parc, comme son nom l'indique, accueille aussi plusieurs établissements d'enseignement supérieur, l'IUT de la Laval s'y installe en 1993, l'ESIEA Ouest y ouvre ses portes en 1995. Le centre universitaire de la Mayenne - Laval, qui ne comprend plus aujourd'hui que la faculté de droit de Laval, rejoint la Technopole en 2004 et l'ESTACA campus ouest rejoint son bâtiment en 2006, deux ans après l'ouverture de l'école à Laval.